# Hörmann-forrás
A Hörmann-forrás a Kőszegi-hegység legmagasabban fekvő forrása, az Országos Kéktúra mentén, népszerű kirándulóhely, melyhez több legendaváltozat is kapcsolódik. Régi neve Csarmas-kútja, jelenlegi nevét Hörmann Mihály kőszegi várnagyról kapta.

## Adottságok
Ingadozó vízhozamú forrás, átlagos vízhozama 3,48 liter/perc, vízgyűjtője a Gyöngyös, hőmérséklete 10,4°C 
Foglalt forrás, kis fából álló tetővel, mely esőbeállóként is funkcionálhat.

## Kapcsolódó legendák
Az egyik legenda szerint Jurisics Miklós őt küldte ki 1532-ben egy felderítő csapat élén, de a törökök elfogták, és a róla elnevezett forrásnál elevenen megnyúzták, de Jurisics idejéből nem maradt semmilyen írásos nyoma Hörmann nevű katonának. 
Egy másik történet alapján majdnem száz évvel később élt. A vár gazdája Széchyné Forgách Margit volt, aki 1620-ban Bethlen Gábor oldalára állt. 1621-ben Ramboldo Collalto a császári seregeket vezetve megtámadta a Kőszegi-várat. Hörmann Mihály a megmaradt öt tonnányi lőport felrobbantotta, majd elmenekült. 1621. május 27-én Csarmas-kútjánál elfogták, és elevenen megnyúzták. Emlékére állították a vár körüli parkban a Hörmann-követ.

## Megközelíthetőség
Túrázva:
- Írott-kő felől az Országos Kéktúra K jelzésén
- Velem felől a K+ és Ko jelzésen
- Kőszeg felől a K jelzésen

Járművel:
- Velem felől a település északnyugati sarkáról a Szent Vid-hegy felé tartó erdészeti aszfaltúton kell a Hármashatár-hegynél kialakított parkolóig haladni
- Kőszegről a Panoráma körút, és a Felsőerdő út érintésével juthatunk el a parkolóig